# كلية الآداب (جامعة أسوان)
كلية الآداب جامعة أسوان أنشئت عام 1975 كإحدى كليات جامعة جنوب الوادي فرع أسوان. وقد تخرجت أول دفعة منها عام 2000-2001.

## أقسام الكلية
- قسم اللغة العربية
- قسم اللغة الإنجليزية
- قسم اللغة الفرنسية
- قسم التاريخ
- قسم الجغرافيا
- قسم الاعلام
- قسم المكتبات
- قسم علم النفس
- قسم علم الاجتماع

## نظام الدراسة
- تمنح الكلية درجة الليسانس في الآداب في تخصصات الأقسام ومدة الدراسة بها أربع سنوات.
- تطبق الكلية نظام الإنتظام والإنتساب الموجه في جميع الأقسام  بالإضافة إلى نظام الإنتساب العام للحاصلين على درجات علمية من قبل، ولغة الدراسة هي اللغة العربية فيما عدا الأقسام التي تتطلب تدريس مقررات التخصص مثل اللغة الإنجليزية واللغة الفرنسية.
- والهدف الإستراتيجي والأساسي هو الإلتزام بالتطوير المستمر مع توكيد جودة متميزة في التعليم والبحث العلمي والإدارة وخدمة المجتمع والتوصل إلى ثقة المجتمع في كل من الخريجين الذين يتفق مستواهم مع المقاييس المعترف بها عالمياً  وتقديم الخدمات المتميزة  في مجال الآدب والعلوم الإنسانية التي تقوم بها الجامعة وكلية الآداب وتحقيق التناغم بينها وبين مجتمعها المحلى والقومي.

## عمداء الكلية
- ا.د/ عمر صابر عبد الجليل (أول عميد لكلية الآداب)
- ا.د/ أحمد سوكارنو عبد الحافظ
- ا.د/ صابر عبده أبازيد
- ا.د/ رفاعى يوسف عبد الحافظ
- ا.د/ ياسين أحمد عيسى
- ا.د/ شكري حسين على القنتيري
- ا.د/ احسان عبد القدوس امبابى
- ا.د/ محمد الصغير أبو القاسم همام
- ا.د/ محمد الحسين محمد حسن (الآن)[1]